# Gloria Estefan
Gloria Estefan, właśc. Gloria María Milagrosa Fajardo (ur. 1 września 1957 w Hawanie) – kubańsko-amerykańska piosenkarka, autorka tekstów, kompozytorka, aktorka i businesswoman.

## Kariera
Gloria María Milagrosa Fajardo urodziła się 1 września 1957 w Hawanie, na Kubie. Wychowywała się jednak w Miami. Karierę rozpoczęła od występów w grupie Miami Sound Machine. Jednym z założycieli zespołu był Emilio Estefan, z którym Gloria wzięła ślub po czterech latach znajomości. Pod koniec lat 70. grupa wydała kilka hiszpańskojęzycznych płyt, z których każdy odniósł sukces wśród latynoskiej publiczności. Przełom nastąpił w 1984, gdy zespół wydał pierwszy anglojęzyczny singel pt. Dr Beat. Chociaż piosenka nie odniosła większego sukcesu w USA, stała się przebojem w Europie. Płyta Eyes Of Innocence zyskała status złotej płyty i sprzedała się na całym świecie w ponad milionowym nakładzie.
W 1985 Miami Sound Machine opublikowała studyjną płytę Primitive Love. Album, dzięki sukcesowi przebojowych singli (Conga, Bad Boy, Words Get In The Way i Falling In Love) dostał potrójną platynę w Stanach Zjednoczonych. W 1987 zespół wydał płytę Let It Loose, która sprzedana została w prawie 10 milionach egzemplarzy na całym świecie, lansując przeboje: 1,2,3..., Rhythm Is Gonna Get You, Anything For You i Can't Stay Away From You. W 1989 Gloria rozpoczęła solową karierę, ale muzycy z Miami Sound Machine nadal towarzyszyli jej w studio i na scenie. Debiutancki solowy album Cuts Both Ways sprzedany został się w ponad 10 milionach egzemplarzy i wylansował utwory: Here We Are, Don't Wanna Lose You, Get On Your Feet i Oye Mi Canto. Za egzotyczny teledysk do piosenki Oye Mi Canto Estefan otrzymała nagrodę MTV Video Music Award.
Gloria wyruszyła w tym czasie w światową trasę koncertową, „Get On Your Feet World Tour”. Trasa ta została przerwana na skutek ciężkiego wypadku samochodowego, któremu uległa. Po rehabilitacji Estefan powróciła na listy przebojów w 1991 z albumem Into the Light, zawierającym utwory: Coming Out Of The Dark, Live For Loving You i Seal Our Fate. Promocji płyty towarzyszyła światowa trasa koncertowa „Into the Light World Tour”. W jej trakcie Estefan wystąpiła na kilku kontynentach przed prawie 10 milionową publicznością. W 1992 Gloria wydała składankę Greatest Hits. Album promowany przebojowymi premierowymi singlami: Go Away, I See Your Smile i Always Tomorrow zyskał status multiplatyny, sprzedając się w ponad 10 milionach egzemplarzy na całym świecie.
W 1993 Estefan wydała dwie płyty: hiszpańskojęzyczną Mi Tierra, za którą otrzymała nagrodę Grammy i którą sprzedano w ponad 8 milionach egzemplarzy, przy czym w samej Hiszpanii album kilkunastokrotnie zyskał status platynowej płyty, oraz świąteczną – Christmas Through Your Eyes (platynowa płyta w USA). W 1994 Gloria wydała album z coverami pt. Hold Me Thrill Me Kiss Me. Zyskał on status multiplatynowej płyty i wylansował dwa przeboje: Turn The Beat Around i Everlasting Love. W 1995 Estefan odniosła komercyjny i artystyczny sukces dzięki hiszpańskojęzycznemu wydawnictwu Abriendo Puertas, za które otrzymała drugą nagrodę Grammy. W 1996 Estefan została poproszona o zaśpiewanie hymnu Letnich Igrzysk Olimpijskich w Atlancie. Wydana wkrótce płyta Destiny zdołała sprzedać się w kilku milionach kopii. W 1996 Estefan wyruszyła w kolejną światową trasę koncertową „Evolution World Tour”, która przyniosła wielomilionowe zyski. W 1998 artystka powróciła z dyskotekową płyta Gloria!. Chociaż single Heaven's What I Feel, Oye i Don't Let This Moment End nie odniosły zbyt dużego sukcesu, płyta zdołała sprzedać się w kilku milionach egzemplarzy (w Hiszpanii pięciokrotnie uzyskała status platynowej płyty).
W 2000 Estefan wydała trzeci studyjny, hiszpańskojęzyczny album pt. Alma Caribena, za który otrzymała nagrodę Grammy. W 2001 Gloria opublikowała płytę Greatest Hits Vol. 2. Album nie odniósł jednak spodziewanego sukcesu, a pochodzące z niego premierowe piosenki nie zdołały wysoko uplasować się na listach przebojów. W 2003 Gloria wydała album Unwrapped. Album został dobrze przyjęty przez krytyków, jednak wysublimowane brzmienie albumu zniechęciło znaczną część fanów artystki. W 2004 Estefan wydała składankową płytę Amor Y Suerte: Exitos Romanticos, zawierającą hiszpańskojęzyczne ballady z repertuaru piosenkarki. W 2006 Estefan wydała trzy kolejne kompilacje: The Essential (wydawnictwo dwupłytowe), The Very Best Of (która dotarła do TOP 40 w Wielkiej Brytanii) oraz Oye Mi Canto (zawierające hiszpańskojęzyczne przeboje artystki).
We wrześniu 2007 ukazał się w sprzedaży, kolejny hiszpańskojęzyczny, studyjny album Glorii Estefan pt. 90 Millas. Na płycie znalazły się utwory inspirowane tradycyjną muzyką kubańską. Na płycie gościnnie wystąpili m.in. Carlos Santana i José Feliciano. Pierwszy singel z płyty, pt. No Llores pojawił się w niektórych rozgłośniach radiowych już pod koniec czerwca. Artystka wzbudziła nim pewne kontrowersje. W jego nagraniu bowiem udział wziął słynny, latynoski gitarzysta, Santana, który znany jest ze swoich komunistycznych sympatii politycznych. Fakt ten wzbudził oburzenie wśród kubańskiej społeczności żyjącej w Stanach Zjednoczonych, która chciała nawet doprowadzić do bojkotu płyty 90 Millas. Sprawa jednak została rozwiązana dzięki oświadczeniu, które Gloria Estefan opublikowała w prasie, i w którym odcinała się od wszelkich pro-komunistycznych poglądów.

## Życie prywatne

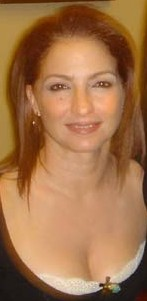
Gloria Estefan

Gloria jest żoną znanego producenta muzycznego Emilio Estefana. Emilio produkował albumy takich gwiazd jak: Jennifer Lopez, Shakira, Ricky Martin i wielu innych. Gloria i jej mąż są właścicielami sieci ekskluzywnych restauracji „Bongos”. Mają także swój własny hotel w Miami oraz studio nagraniowe. Według magazynu „Forbes” ich majątek szacuje się na ponad 200 milionów dolarów. Gloria ma dwójkę dzieci: syna – Nayiba oraz córkę – Emily. Razem z rodziną mieszka w ekskluzywnej rezydencji na Star Island w Miami.

## Odznaczenia
- Kawaler Orderu Vasco Núñeza de Balboa (2007, Panama)[2]
- Medal Wolności (2015, Stany Zjednoczone)[3]

## Dyskografia

### Miami Sound Machine
- Eyes of Innocence (1984)
- Primitive Love (1985)
- Let It Loose/Anything for You (1987)

### Albumy solowe
- Cuts Both Ways (1989)
- Exitos de Gloria Estefan (1990)
- Into the Light (1991)
- Greatest Hits (1992)
- Mi Tierra (1993)
- Christmas Through Your Eyes (1993)
- Hold Me Thrill Me Kiss Me (1994)
- Abriendo Puertas (1995)
- Destiny (1996)
- Gloria! (1998)
- Alma Caribena (2000)
- Greatest Hits Vol. 2 (2001)
- Unwrapped (2003)
- Amor Y Suerte: Exitos Romanticos (2004)
- The Essential Gloria Estefan (2006)
- The Very Best of Gloria Estefan (2006)
- Oye Mi Canto!: Los Grandes Exitos (2006)
- 90 Millas (2007)
- Miss Little Havana (2011)

## Wideografia
- Homecoming Concert (1988)
- Evolution (1990)
- Into the Light World Tour (1991)
- Evolution World Tour (1997)
- Don't Stop (2000)

## Trasy koncertowe
- „Let It Loose World Tour” 1987/1988
- „Get On Your Feet World Tour” 1989/1990
- „Into the Light World Tour” 1991/1992
- „Evolution World Tour” 1996/1997
- „Live and Re-Wrapped” 2003/2004